# 도야역 (구시로정)
도야역(일본어: 遠矢駅)은 일본 홋카이도 구시로 군 구시로정에 위치한 홋카이도 여객철도 센모 본선의 철도역이다. 역 번호는 B55이며, 단선 승강장 1면 1선의 구조를 갖춘 지상역이다.

## 역 주변
- 국도 제391호선
- 구시로 정청 도야 지소
- 태평양 레미콘 구시로 공장

## 역사
- 1927년 9월 15일 : 일본국유철도의 역으로서 개업. 일반역.
- 1960년 7월 10일 : 화물 취급 폐지.
- 1973년 2월 5일 : 역무원 배치가 운전 취급요원으로만 한다. 소화물 취급 폐지.
- 그 사이 : 간이 위탁화.
- 1986년 11월 1일 : 역무원 배치 종료. 특수 자동 폐색 도입과 동시에 교환 설비를 폐지.
- 1987년 4월 1일 : 일본국유철도 분할 민영화에 의해, 홋카이도 여객철도가 승계.
- 1988년 : 역사 개축.
- 1992년 4월 1일 : 간이 위탁 폐지, 완전 무인화.

## 인접 역
| 홋카이도 여객철도 센모 본선     | 홋카이도 여객철도 센모 본선 | 홋카이도 여객철도 센모 본선         |
| ------------------------------- | --------------------------- | ----------------------------------- |
| B 56 구시로시쓰겐 아바시리 방면 | ■ 센모 본선                 | 히가시쿠시로 B 54 히가시쿠시로 방면 |